# تپه غربی قشلاق
تپه غربی قشلاق مربوط به دوران پیش از تاریخ ایران باستان است و در شهرستان بیجار، بخش چنگ الماس، روستای چهل امیران واقع شده و این اثر در تاریخ ۱۰ دی ۱۳۸۱ با شمارهٔ ثبت ۶۹۳۰ به‌عنوان یکی از آثار ملی ایران به ثبت رسیده است.